# Oštiepok

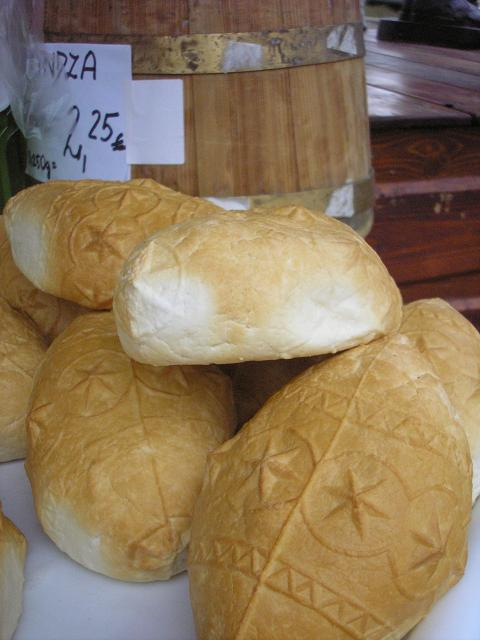
Oštiepok (mit traditionellen Ornamenten verziert)

Oštiepok ist ein traditioneller geräucherter Schnittkäse aus der Slowakei. Seit 2006 ist die Herkunftsbezeichnung „Slovenský oštiepok“ eine geschützte geografische Angabe  nach EU-Recht.

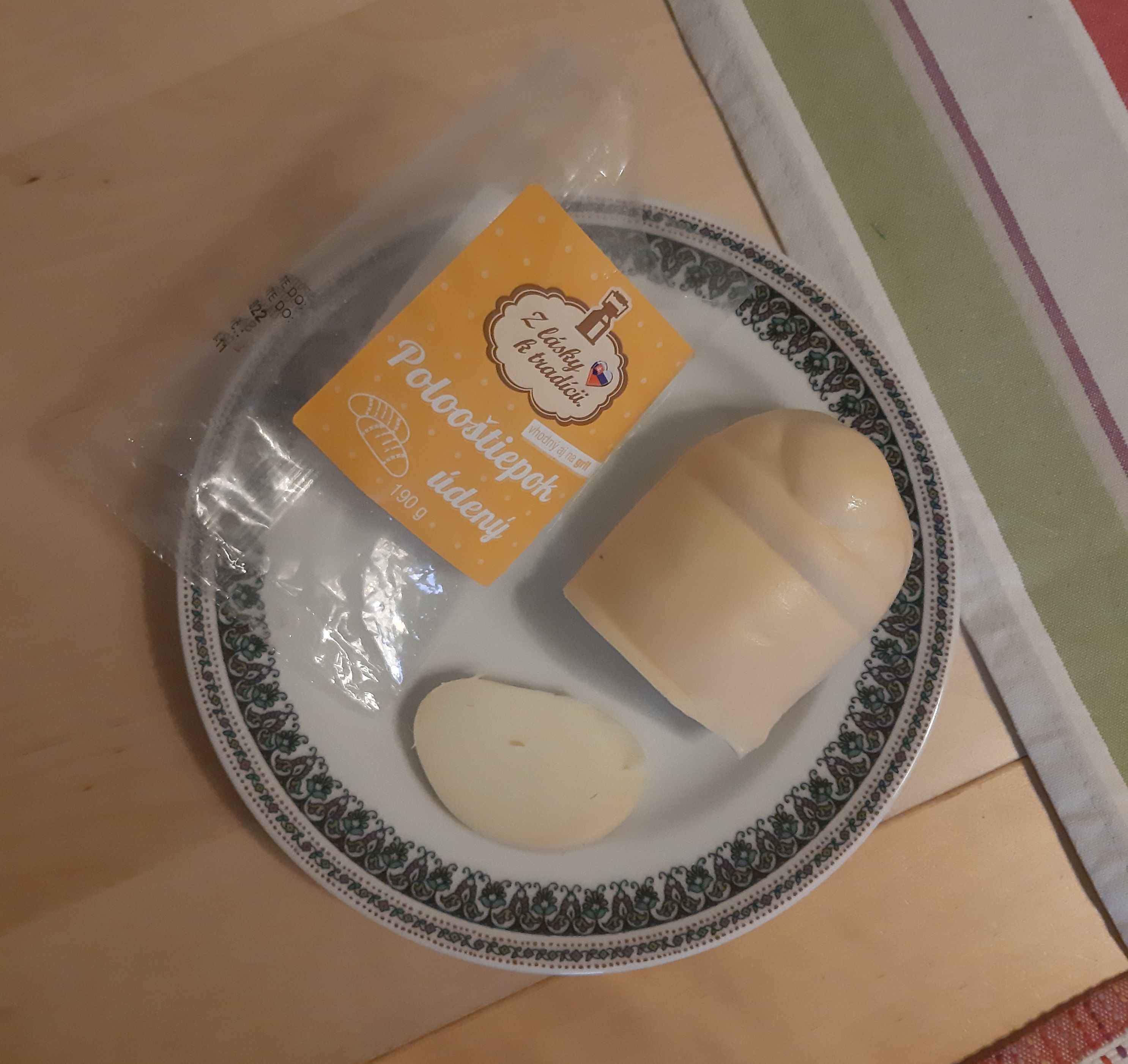
Industriell angefertigter Oštiepok

Laut der EU-Verordnung ist Oštiepok ein halbfester, halbfetter Käse hergestellt aus Kuh- oder Schafsmilch oder einer Mischung aus beidem. Besonderes Kennzeichen des Oštiepok ist die Form eines großen Eis, eines Zapfens oder einer Ellipse und seine Verzierung mit Ornamenten, die je nach Herstellungsort und regionaltypischen Bräuchen und Traditionen variieren. Die Oberfläche des Käses ist goldgelb bis bräunlich, das Innere weiß bis buttergelb. Der Geschmack ist pikant, salzig und durch das Räuchern bedingt leicht rauchig. Bis heute wird Oštiepok oft regional auf kleinen Bergbauernhöfen, sogenannten „salaš“, produziert. Eine Studie im Slovak journal of food sciences fand 2019 deutliche Unterschiede („significant differences“) beim Vergleich von verschiedenen Varianten von Oštiepok-Käse aus verschiedenen Regionen der Slowakei.

## Geschichte
Familienregister und schriftliche Aufzeichnungen belegen, dass Oštiepok schon Anfang des 18. Jahrhunderts hergestellt wurde. Die Grundlage für die industrielle Massenfertigung unter Verwendung von Kuhmilch wurde 1921 von der Familie Galbavý in Detva gelegt.

## Streit mit Polen
Oštiepok ähnelt stark der polnischen Käsesorte Oscypek. Da ähnlicher Käse im gesamten Tatra-Gebirge sowohl auf polnischer als auch auf slowakischer Seite hergestellt wird, kam es im Kontext der Registrierung der Herkunftsbezeichnung zu einem Streit zwischen beiden Ländern. Letztendlich wurden die zwei Käsesorten als verschiedene Produkte registriert, obwohl die Rezepturen nur „minimal“ voneinander abweichen.